# Chapeaux à transformations
Chapeaux à transformations è un cortometraggio muto del 1895 diretto da Louis dei fratelli Lumière con Félicien Trewey.

## Trama
In questo breve filmato Louis Lumière riprende uno dei suo famosi collaboratori, Félicien Trewey, mentre esegue una delle sue famose "chapeaugrapie", cambiando quindi personaggio con una serie di cappelli e di barbe e nasi, quindi il postino, il ferroviere, l'ubriacone e un signore panciuto con grossi baffi.